# Soumont
Soumont (okzitanisch: Somont) ist ein Ort und eine südfranzösische Gemeinde mit 243 Einwohnern (Stand: 1. Januar 2022) im Département Hérault in der Region Okzitanien (vor 2016: Languedoc-Roussillon). Die Gemeinde gehört zum Arrondissement Lodève und zum Kanton Lodève. Die Einwohner werden Soumontais genannt.

## Lage
Soumont liegt etwa 50 Kilometer westnordwestlich von Montpellier. Umgeben wird Soumont von den Nachbargemeinden Fozières im Norden, Saint-Privat im Nordosten, Le Bosc im Süden und Osten sowie Lodève im Westen.

## Bevölkerungsentwicklung
| Jahr                      | 1962 | 1968 | 1975 | 1982 | 1990 | 1999 | 2006 | 2013 |
| Einwohner                 | 153  | 144  | 164  | 130  | 126  | 134  | 114  | 189  |
| Quelle: Cassini und INSEE |      |      |      |      |      |      |      |      |

## Sehenswürdigkeiten
- Dolmen von Coste-Rouge, Monument historique seit 1914
- Kirche Saint-Baudile aus dem 10. Jahrhundert mit Umbauten aus dem 12. und 14. Jahrhundert, seit 1932 Monument historique
- St-Michel de Grandmont, Grammontenserpriorat, Gründungsort des Grammontenserordens, seit 1981 Monument historique

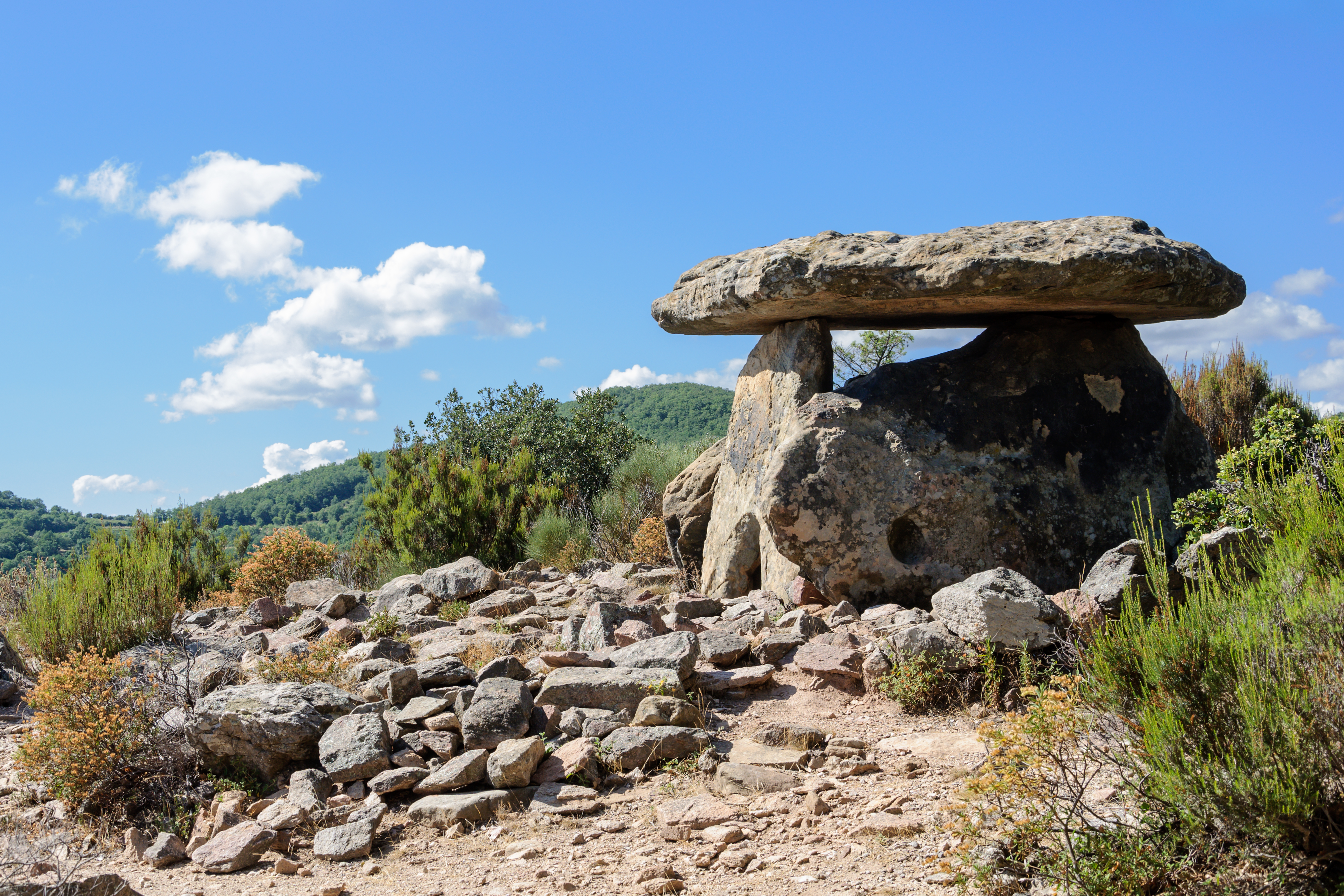
Dolmen von Coste-Rouge
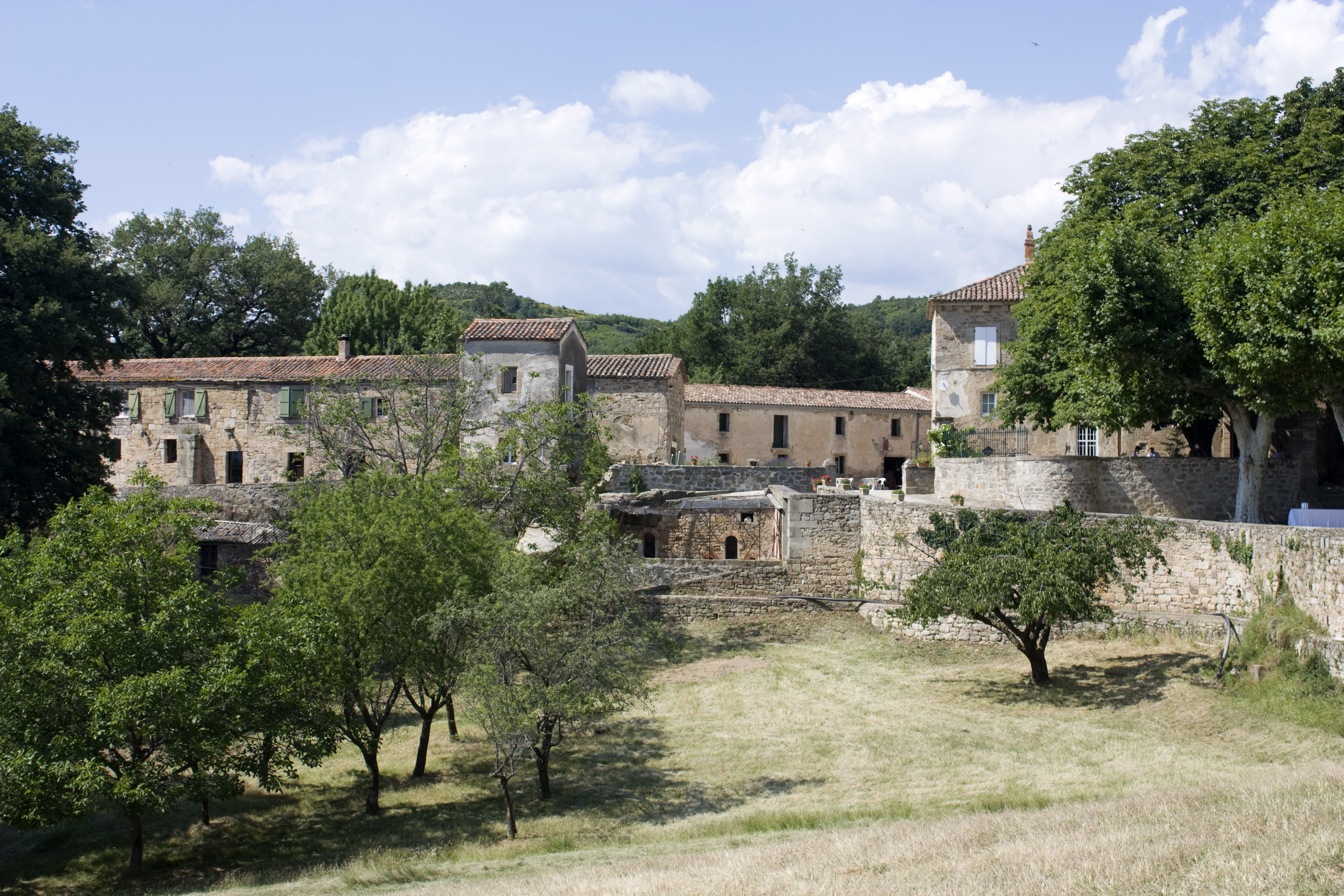
Saint-Michel de Grandmont